# 迪伯爾戰役
迪伯爾戰役（丹麥語：Slaget ved Dybbøl）是第二次石勒蘇益格戰爭的關鍵戰役。这场战役在丹麥和普魯士之間進行，發生於1864年4月18日上午。對迪伯爾的圍攻於4月2日開始。在圍攻中，丹麥遭受了嚴重的失敗。隨著普魯士佔領阿爾斯島，丹麥徹底失敗。迪伯爾戰役的失敗迫使丹麥割讓石勒蘇益格和荷爾斯泰因兩公國給德意志邦聯。